# Naproksen
Naproksen – organiczny związek chemiczny, pochodna kwasu propionowego o działaniu przeciwbólowym, przeciwzapalnym i przeciwgorączkowym, zaliczana do grupy niesteroidowych leków przeciwzapalnych. Jest inhibitorem dwóch cyklooksygenaz: COX-1 (konstytutywnej) i COX-2 (indukowanej). Hamuje agregację płytek krwi (ale słabiej i krócej niż kwas acetylosalicylowy).
Szybko wchłania się z przewodu pokarmowego. Cmax osiąga 1 godzinę po podaniu, okres półtrwania wynosi 10–20 godzin (średnio 13 h). Stężenie stacjonarne osiąga po 4–5 dawkach. Prawie 95% przyjętej dawki wydalane jest z moczem w postaci niezmienionej, jako 6-demetylonaproksen lub w postaci ich metabolitów.

## Zastosowanie
Naproksen stosuje się do uśmierzania bólu o niewielkim lub umiarkowanym nasileniu (np. bolesne menstruacje, bóle głowy, bóle pleców), a także w następujących przypadkach:
- reumatoidalne zapalenie stawów (RZS);
- choroba zwyrodnieniowa stawów (osteoartroza);
- młodzieńcze idiopatyczne zapalenie stawów (choroba Stilla);
- zesztywniające zapalenie stawów kręgosłupa (choroba Bechterewa) i inne seronegatywne spondyloartropatie;
- zapalenie ścięgien i zapalenie kaletek maziowych;
- ostre napady dny moczanowej (podagry);
- można stosować go również w celu obniżania gorączki.

## Preparaty
Naproksen stosowany jest w lecznictwie jako wolny kwas lub sól sodowa, w formie tabletek, czopków, żeli lub maści do użytku zewnętrznego. Preparaty dostępne w Polsce to: Aleve, Anapran, Anapran-Neo, Apo-Napro, Apo-Naproxen, Apranax, Nalgesin, Naproxen, Natrax, Naxii, Pabi-Naproxen.